# Degollació de Sant Cugat
Degollació de Sant Cugat és un quadre d'Aine Bru dipositat al Museu Nacional d'Art de Catalunya (Barcelona), el qual fou pintat entre els anys 1504 i 1507.

## Context històric i artístic
En la primera meitat del segle XVI van arribar pintors estrangers o catalans formats a Itàlia, portadors del missatge de la nova pintura renaixentista. En contrast amb les formes trencades i la indumentària preciosa del món gòtic, amb el Renaixement arribava el plaer senzill de les sensacions físiques directes. Degollació de Sant Cugat (una de les dues que queden del que va ésser Retaule major de Sant Cugat del Vallès) és la primera de les obres pintades a Catalunya que pot ésser qualificada de renaixentista. El seu autor, que l'any 1501 va signar a Girona amb el nom d'Aine Bru un testament en què es declarava nascut al ducat de Brabant (avui a Bèlgica), sabem que va viure a Barcelona si més no del 1502 al 1509.

## Descripció
La procedència nòrdica d'Aine Bru explica que el seu realisme narratiu sigui el propi dels pintors alemanys i flamencs d'aquell temps. Es tracta d'un realisme d'una cruesa impressionant que fa veure amb tot detall la diferència entre la decapitació (amb destral o amb espasa) i la degollació amb ganivet. El tall obert a la gorja, de la qual surt un riu de sang, i el ganivet ocupen gairebé exactament el centre del quadre. El botxí contreu les seues faccions a causa de l'esforç i empra la tècnica d'estirar enrere els cabells de la víctima per a obrir la ferida amb l'habilitat d'un carnisser. La seua professionalitat és subratllada pel cabàs on porta les eines de l'ofici: una corda i diversos ganivets. Mentre els tres assistents a l'escena mostren una solemne i freda indiferència, el gos de Sant Cugat, que adverteix l'absència de l'amo, flaira tristament la seua túnica.
Al paisatge del fons destaca la façana del Monestir de Sant Cugat amb l'aspecte que tenia aleshores, amb el campanar encara inacabat. Evidentment, Aine Bru va utilitzar apunts presos del natural per a oferir un document arquitectònic tan exacte.